# Амадей IV Савойски
Вижте пояснителната страница за други личности с името Амадей Савойски.
Амадей IV Савойски (на италиански: Amadeus IV di Savoia, на френски: Amédée IV de Savoie; * 1197, Монмелиан, Савойско графство; † 24 юни 1253, пак там) от Дом Савоя, e 10-и граф на Савоя, Аоста и Мориен, маркграф на Италия от 1233 до 1253 г.

## Произход
Той е първородният син на Томас I Савойски (* 1180, † 1233), 9-и граф на Савоя, граф на Мориен, господар на Пиемонт, маркграф на Италия (1189 – 1233), имперски викарий за Ломбардия (от 1226 г.), и на съпругата му Беатриса (Маргарита) Женевска (* 1180, † 1257). Негови дядо и баба по бащина линия са Хумберт III Савойски, нар. Светецът, 8-и граф на Савоя, на Аоста и на Мориен, и маркграф на Италия, и Беатриса Маконска, а по майчина – графът на Женева Вилхелм I и господарката на Фосини Беатрис. Има седем братя и две сестри:
- Беатрис (* 1198, ок. 1205 или 1206, † 1265/1267), съпруга на граф Раймон Беренгер IV от Прованс, майка на четири кралици
- Маргарита (* 1212, † 1270 или 1273), съпруга на граф Хартман IV фон Кибург и на граф Еберхард I фон Хабсбург-Лауфенбург
- Хумберт (* ок. 1198, † 1223)
- Аймон (* 1200, † 1238 или 1242), господар на провинция Агон, на Шабле, Шийон, Морж и Вилньов
- Томас II (* 1199, † 1259), регент-граф на Савоя, господар на Пиемонт (1233 –1259), маркграф на Торино и на Ивреа, граф на Фландрия и на Ено (1237 – 1244), граф на Аоста и на Мориен, имперски викарий за Пиемонт (1242), принц на Капуа (1252), суверен граф на Савоя от 1253 г. до смъртта си, съпруг на Йохана Фландърска и на Беатриче Фиески, племенница на папа Инокентий IV.
- Вилхелм (* ок. 1201, † 1239), епископ на Валанс (1224/1226 – 1239), принц епископ на Лиеж и на Уинчестър (1238 – 1239)
- Петър II, нар. „Малкият Карл Велики“ (* 1203, † 1268), 12-и граф на Савоя, граф на Аоста и на Мориен (1263 – 1268), господар на Во (1233 – 1268), граф на Ричмънд (1241), съпруг на Агнес дьо Фосини
- Бонифаций (* ок. 1206 или 1207, † 1270), приор на Нантюа, епископ на Беле (1232) и архиепископ на Кентърбъри (1241 – 1268), приор на Англия (1241), епископ на Дърам, беатифициран (1838)
- Филип I (* 1207, † 1285), 13-и граф на Савоя, граф на Аоста и на Мориен (1268 -1285), архидякон на Мец (1229), епископ на Лозана (1239), епископ на Валанс (1245) и архиепископ на Лион (1246 –1267), съпруг на Аделхайд от Андекс–Мерания.

И други братя и сестри биват добавени към горепосочените:
- Аймон († 1238), господар на Вале;[5]
- Хумберт († 1223);[5]
- две сестри († пр. 1254 като малки);[6]
- Алиса или Алазия († 1277), игуменка на манастира Сен Пиер де Теро в Лион (1250);[6][5]
- Агата († сл. 1279), монахиня и след това игуменка на манастира Сен Пиер де Теро в Лион[5][6]

## Биография

### Начални години
Амадей е роден през 1197 г. в Монмелиан и е първороден син. Той се споменава за първи път заедно с баща си Томас I, който потвърждава правата върху Абатство „Сен Марк“ през 1220 г.
Той се научава да бъде граф, като присъства като свидетел на баща си, граф Томас, при подписването на важни актове. Така той е споменат по време на подписването на брачния договор между сестра му Маргарита и Хартман, син на графа на Кибург, на 1 юни 1218 г., за дарение от неговата баба на двореца Валон през март 1219 г., от подписването на мирния договор от 1224 г. между Графа на Савоя и Епископа на Сион, заедно с майка му и трима от неговите братя или също като един от петнадесетте арбитри по време на транзакцията на Тонекс (май 1225), противопоставяйки Графа на Женева на Барона на Фосини.
През 1213 г. се сгодява за Агнес от Салуцо, дъщеря на Бонифаций от Салуцо, но тя умира преди да навърши брачна възраст.
Амадей се споменава в няколко документа: с брат си Хумберт относно дарение на баща им Томас I; относно споразумение с епископа на Сион от 1224 г. от баща му Томас I, самия той, неговата майка и неговите братя духовници Томас, Петър и Бонифаций; с баща си и брат си Аймон относно дарение на майка му; относно дарение на майка му Маргарита за Абатство „Откомб“ от 1231 г., заедно с всичките ѝ все още живи деца: самият той, Аймон, Вилхелм, Томас, Петър, Бонифаций и Филип; относно удостоверяването на закупуването на град Шамбери от баща му Томас I, от майка му Беатриче, заедно със самия него и Аймон.
Преди 1221, през 1221 или 1222 г. се жени за Анна (известна и като Маргарита) Бургундска, дъщеря на Хюг III, херцог на Бургундия и Беатрикс, дофина на Виеноа, но нямат деца.

### Граф на Савоя
Баща му Томас I умира на 1 март 1233 г. или през 1232 г. Амадей го наследява като първороден син с името Амадей IV. Първото действие на Амадей, няколко дни по-късно, е да гарантира привилегиите, дадени от баща му на град Суза. Той продължава политиката на териториален растеж, започната от неговите предшественици. Медиевистът Бернар Демоц го описва като „по-малко войн от баща си,... брилянтен дипломат, а също и организатор“. Той изглежда е първият граф, приел квалификацията „граф на Савоя“.

#### Семейна политика
Когато граф Томас I умира, Амадей V, като най-големият от братята, наследява властта. Граф Томас, който има много синове, подготвя наследството си. Организирайки управлението и разпространението на графските владения, както и неговите притежания, той създава „политика на подчинение на унаследяване, с почит от всеки кадет към най-възрастния [… и по този начин] избягване на разпръсване на наследството и на болезнените конфликти на унаследяването, като същевременно дава удовлетворение на партикуляристките региони и представлява истински маршове“.
Амадей IV трябва да дели графството с многобройните си братя. В завещанието си Томас I посочва Амадей като законен приемник на графската титла, но братята му настоятелно поискват преотстъпването на земи и замъци. По-специално Петър и Аймон се опитват да свалят властта му, като предизвикат въстанието във Вале д'Аоста. Амадей IV успява да ги победи благодарение на войските, предоставени му от неговите зетьове Манфредо III от Салуцо и Бонифаций II от Монферат. През юли 1234 г. той постига споразумение с братята си Петър и Аймон. Граф Амадей IV и неговите братя се срещат в Шийон (Шабле) през юли 1234 г., за да извършат наследството. Преговорите са трудни с най-неспокойните по-малки синове. Някои от братята му напуснаха Църковната държава, като получават апанаж: Аймон получава Шабле, Томас – Пиемонт, а Петър – Бюже, по-късно се установява около Женевското езеро и по горното течение на Рона, наследявайки част от правата на Аймон. Тримата други братя остават в ордена, но Бонифаций получава крепости в Същинска Савоя, а Филип във Виеноа, близо до Лион, и в Новалеза. Само Вилхелм, тогава епископ на Валанс, изглежда остава извън това разпределение, по-скоро играейки ролята на арбитър. Граф Амадей също трябва да осигури зестра за сестрите си. Маргарита получава по-специално Сен Морис в Шабле и замъка Монте. Амадей IV предава на брат си Томас господството на голяма част от Пиемонт. През 1235 г. Савойската политика в региона е насочена към Пинероло и Торино, срещу чиито общини се води война, завършила през 1235 г. с несигурни резултати.
Неговите църковни братя Вилхелм и Бонифаций му позволяват да се сближи с Хенри III. Последният се жени през 1236 г. за Елеонора Провансска, негова племенница. За да подкрепи савойското влияние в Прованс, където сестра му Беатрис се омъжва за граф Раймон Беренгер IV Провански, той се жени във втори брак за Сесил де Бо, дъщеря на Барал I дьо Бо, виконт на Марсилия, и на Сибила от Андуз. Брачният договор е подписан на 22 ноември 1244 г. и бракът с пълномощник е сключен на 18 декември 1244 г. в Оранж. Неговият син, Бонифаций е роден веднага след това, на 1 декември 1244 г. Графът променя завещанието си в полза на сина си, когото прави свой наследник на 19 септември 1252 г. Това завещание е завършено година по-късно.
Неговите братя също играят своята роля в териториалното разширяване на Савойските държави или в сближаването с папството.

#### Управление на графството
Въпреки че графовете на Савоя обикалят много из графството и техните владения, Амадей IV избира Монмелиан за основна резиденция. Този град има определено значение за него – той е роден там и живее там от 1233 г. до смъртта си. Той също така дава, след присъединяването си, своята Харта за свободите на 12 юли 1233 г. Хартата за свободите е пергамент, съставляващ част от международното право, в който господарят предоставя на жителите на даден район набор от права и привилегии. Същевременно ролята на Шамбери, чиито права са закупени от 1232 г. и замъкът е придобит от баща му през 1255 г., все повече се засилва, по-специално със създаването на голям монетен двор.
За да направи администрацията на своите имоти по-ефективна, графът прибягва до адвокати и професионализира професията на съдията. Той също така назначава съдия за Савойското графство, цитиран още през 1250 г. Тези съдии, странстващи, също са независими от кастеланите.
През 1236 г. неговата племенница Елеонора Прованска, дъщеря на сестра му Беатрис, се омъжва за краля на Англия Хенри III и по този начин става кралица на Англия. В следващите години тя успява да приеме в двора няколко души от Прованс, но преди всичко от Савоя: братята му Бонифаций, назначен за архиепископ на Кентърбъри през 1241 г., Петър, който става граф на Ричмънд (1241 – 1268), и Вилхелм, епископ на Валанс и ректор на Виен.
През 1238 г. Амадей IV е номиниран за имперски викарий за Ломбардия. Въпреки че е поддръжник на император Фридрих II Швабски, през 1244 г. той позволява на папата да премине през неговите територии и да стигне до Лион. През 1245 г. Фридрих II пристига в Пиемонт и Амадей IV и Гиг VII Виенски му предлагат подкрепата си да атакува папа Инокентий IV, който е в Лион, но Фридрих II трябва да се откаже, за да потуши бунт в Парма. През 1247 г. съюзът с Фридрих II е скрепен от брака на дъщерята на Амадей Беатрис с Манфред, син на Фридрих.
През 1248 г. Амадей IV и брат му Томас са посланици на императора при папата, за да търсят помирение, но без успех (вероятно дори не успяват да говорят с Инокентий IV). И след смъртта на Фридрих II през 1250 г. Амадей IV продължава да бъде поддръжник на императора: отлъчването от Църквата за този съюз е отменено през 1252 г. – година след като е отменено за брат му Томас.
Работата му също се отличава с дискретни дипломатически умения, както се вижда от споразумението от 1242 г. с Годфроа I дьо Шалан в замъка Сар, за да се споразумеят как да се противодейства на бунта на Хюг дьо Бар, местен господар. След около петнадесет години войни, водени срещу епископа на Лозана заедно с брат му Петър, през 1244 г. Амадей IV подписва траен мир.
Амадей IV пише завещание през 1235 г., постановявайки, че при липса на мъжки наследник негов наследник е брат му Томас. Той го преработва през 1238 г., потвърждавайки като наследник, в отсъствието на син, Томас, след това Филип и след това Петър, с клаузата че те ще трябва да изплатят неговите дългове и тези на баща им. През 1240 г. той преработва завещанието си, в което установява, че при липса на мъжки наследник негов наследник е неговият брат Томас, който обаче има задължението да изплати всичките си дългове, тези на баща им и на починалия им брат Хумберт. След раждането на наследника Бонифаций той пише още две завещания, в които уточнява, че Томас, в случай на преждевременна смърт, ще трябва да бъде регент.

### Смърт и унаследяване
Амадей IV умира на 13 юли 1253 г. на около 56-годишна възраст. Той оставя само един син, Бонифаций, само на осем години, а брат му Томас е регент, като става поддръжник на папството. Амадей IV е погребан в Абатство Откомб. Днес са останали само надгробните плочи, тъй като абатството е било окупирано от якобинците, които насилствено са разбили гробницата му и са унищожили тленните му останки заедно с тези на други представители на Савойската династия.

## Брак и потомство
Амадей IV Савойски се жени два пъти:
∞ 1. 1222 г. за Маргарита (Анна) Бургундска (* 1192, † 1243), дъщеря на херцог Хуго III Бургундски и на втората му съпруга Беатрис Албонска, дофина на Виен, от която има две дъщери.
- Беатрис Савойска (* 1223, † 1259), чрез бракове маркграфиня на Монферат и кралица на Сицилия; ∞ 1. 1223 за Манфред III († 1244), маркграф на Салуцо, от когото има един син и три дъщери 2. за Манфред Хоенщауфен († 1266), крал на Сицилия, от когото има една дъщеря
- Маргарита Савойска (* ок. 1224/28, † ок. 1264), ∞ 1. за Бонифаций II Монфератски († 1253), маркграф на Монферат, от когото има син и дъщеря 2. за Аймар Поатиенски († 1277), граф на Валантиноа, от когото няма деца

∞ 2. 1244 г. за Сибила дел Балцо/Сесил дьо Бо (* 1230, † 1275), дъщеря на Барал I дьо Бо, господар на Бо, 8-ми господар на Ле Бо дьо Прованс и 2-ри виконт на Марсилия, и на племенницата на Раймон VII Тулузки, граф на Тулуза, Сибила д'Андуз. Сибила е е смятана за една от най-красивите жени на времето и заради това получава прякора „Пасероза“ От нея има един син и три дъщери:
- Бонифаций Савойски (* 1244, † 1263), 11-и граф на Савоя (1253 – 1263), неженен и бездетен
- Беатрис Савойска (* 1250, † 1292), ∞ 1. за Пиер дьо Шалон, господар на Шателбелен, син на графа на Шалон Жан д'Оксон и по-късно, 2. 1274 за Хуан Мануел (* 1234, † 1283), инфант на Кастилия, син на Фердинанд III Кастилски, господар на Пеняфиел, Ескалона и Вилена,[71] от когото има един син
- Елеонора Савойска († сл. 1269), ∞ 1269 за Гишар д'Албон-Форез, господар на Божьо
- Констанца Савойска († пр. 1264)

### Първични източници
- ((la)) Matthæi Parisiensis, Monachi Sancti Albani, Chronica Majorar, vol. III
- ((la)) Matthæi Parisiensis, Monachi Sancti Albani, Chronica Majorar, vol. VI
- ((la)) Monumenta Germaniae Historica, Scriptores, tomus XXIII (архив)
- ((la)) Regesta comitum Sabaudiae
- ((la)) Obituaires de la province de Sens. Tome 3
- ((la)) Peter der Zweite, Graf von Savoyen, Markgraf in Italien
- ((la)) Florentii Wigorniensis monachi Chronicon ex chronicis

### Историографска литература
- ((fr)) Réjane Brondy, Bernard Demotz, Jean-Pierre Leguay, Histoire de Savoie : La Savoie de l'an mil à la Réforme, xie au début du xvie siècle, Ouest France Université, 1984
- ((fr)) Bernard Demotz, Le comté de Savoie du xie au xve siècle : Pouvoir, château et État au Moyen Âge, Genève, Slatkine, 2000
- ((fr)) Samuel Guichenon, Histoire généalogique de la Royale Maison de Savoie ou Histoire généalogique de la Royale Maison de Savoie justifiée par titres, fondations de monastères, manuscrits, anciens monumens, histoires, et autres preuves authentiques, chez Jean-Michel Briolo, 1660. Онлайн
- ((fr)) Paul Lullin et Charles Le Fort, Régeste genevois : Répertoire chronologique et analytique des documents imprimés relatifs à l'histoire de la ville et du diocèse de Genève avant l'année 1312, Société d'histoire et d'archéologie de Genève, 1866
- ((en)) Eugene L. Cox, The Eagles of Savoy : The House of Savoy in Thirteenth-Century Europe, Princeton University Press, 2015 (réimpr. 2015) (1re éd. 1974)
- ((en)) Charles William Previté-Orton, The Early History of the House of Savoy : 1000-1233, Cambridge, Cambridge University Press (réimpr. 2013) (1re éd. 1912)
- ((it)) Francesco Cognasso, AMEDEO IV, conte di Savoia, в Dizionario biografico degli italiani, vol. 2, Roma, Istituto dell'Enciclopedia Italiana, 1960
- ((it)) Francesco Cognasso, AMEDEO IV, conte di Savoia, в Enciclopedia Italiana, Istituto dell'Enciclopedia Italiana, 1929
- ((it)) C.W. , sottoPrevité-Orton, "L'Italia nella seconda metà del XIII secolo", cap. VI, vol. V, in Storia del Mondo Medievale, 1999, с. 198 – 244

### Други
- ((de)) Amadeus IV. Graf von Savoyen (1233 – 1253)
- ((en)) COMTES de SAVOIE et de MAURIENNE 1060-1417 - AMEDEE de Savoie, на fmg.ac, Foundation for Medieval Genealogy
- ((en)) The House of Savoy - Amedeo IV, на genealogy.euweb.cz
- ((it)) Amedèo IV conte di Savoia, на Treccani.it – Enciclopedie on line, Istituto dell'Enciclopedia Italiana
- ((it)) Amedèo IV, на sapere.it, De Agostini
- ((it)) Amedeo IV di Savoia, на BeWeb, Conferenza Episcopale Italiana